# Baalensee
Der Baalensee ist ein kleiner natürlicher See im Rheinsberger Seengebiet. Er liegt vollständig im Stadtgebiet von Fürstenberg/Havel im Landkreis Oberhavel in Brandenburg und wird von der Havel durchflossen.

## Geographische Lage und Hydrographie
Der Baalensee liegt im unmittelbaren Stadtgebiet von Fürstenberg/Havel. Er ist der südöstliche der drei Seen, von denen der alte Stadtkern eingerahmt wird. Er ist circa 600 Meter lang und 400 Meter breit und hat eine Fläche von circa 19 Hektar.

## Geschichte
Der See wurde bereits 1299 erstmals urkundlich genannt (stagnum Balam). Er gehörte neben 38 anderen namentlich genannten Seen zur Erstausstattung des Klosters Himmelpfort. Das Kloster hatte das alleinige Nutzungsrecht auf diesem See. Der Name kann als slawischer Gewässername interpretiert werden, in der erschlossenen Bedeutung „feuchte Niederung“.

## Bewirtschaftung
Der See wird von der Seenfischerei Krempig bewirtschaftet.